# Katedra św. Mela w Longford
Katedra św. Mela w Longford (ang. St. Mel’s Cathedral) – katedra rzymskokatolicka w Longford. Główna świątynia diecezji Ardagh i Clonmacnoise. Mieści się przy Saint Mel's Road.
Budowa świątyni rozpoczęła się w 1840, zakończyła w 1856, konsekrowana w 1856. Reprezentuje styl neoklasycystyczny. Zaprojektowana przez architekta Josepha Benjamina Keane'a. Posiada wieżę. 25 grudnia 2009 katedra doszczętnie spłonęła.